# Faune de l'Indonésie
La faune de l'Indonésie a été très influencée par les événements géographiques et géologiques survenus sur la masse continentale de l'Asie et de l'Australasie. L'actuelle Nouvelle-Guinée était au départ attaché à l'actuelle Australie, formant un supercontinent nommé Gondwana qui commença à se briser il y a 140 millions d'années. Il en résulta un mélange des faunes de la Nouvelle-Guinée et de l'Australie. d'autre part, la masse asiatique influença la faune de l'ouest du pays. Anciennement reliées à l'Asie, les îles de plaque continentale de Sunda (Sumatra, Java, Bornéo et Bali) possèdent une riche faune asiatique. De grandes espèces comme les tigres, les rhinocéros, les orangs-outans, les éléphants ou les léopards étaient abondantes jusqu'à Bali à l'est du pays, mais le nombre et la répartition de ces espèces se sont fortement réduits.
Le naturaliste anglais Alfred Wallace, décrivit une ligne de division entre la distribution des espèces asiatiques et australasiennes. À l'ouest de cette ligne, connue sous le nom de ligne Wallace, les espèces sont asiatiques, et à l'est, elles sont de plus en plus australiennes. Dans son livre de 1869, The Malay Archipelago, Wallace décrit de nombreuses espèces uniques à cette région. La région des îles se trouvant entre la ligne et la Nouvelle-Guinée est aujourd'hui appelée Wallacea.
L'Indonésie est seconde après l'Australie pour ce qui est du degré d'endémisme, avec par exemple 26 % des 1 531 espèces d'oiseaux ou 39 % des 515 espèces de mammifères étant endémiques. Les 80 000 kilomètres de côtes de mers tropicales de l'Indonésie contribuent également au haut niveau de biodiversité du pays. L'Indonésie a une grande variété d'écosystèmes maritimes et côtiers comme des plages, des dunes, des estuaires, des mangroves, des récifs coralliens ou des vasières.

## Mammifères -Mammalia
L'Indonésie compte un certain nombre de mammifères spécifiques à ses milieux, voire endémiques : orangs-outans, léopards, gibbons, tigres de Sumatra...  39 % des 515 espèces de mammifères sont endémiques.

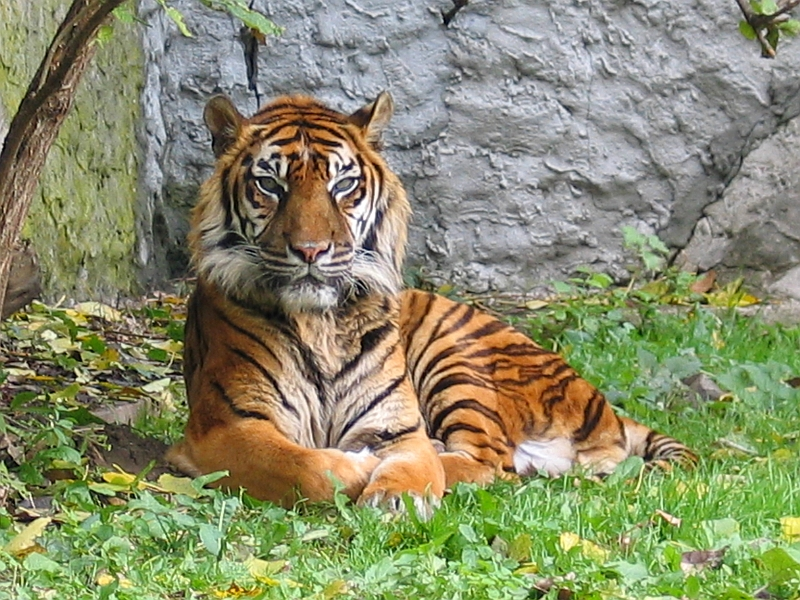
Tigre de Sumatra
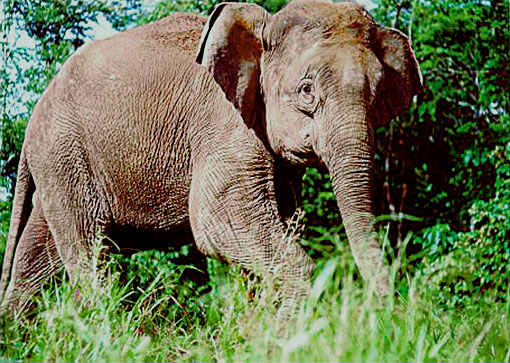
Éléphant de Bornéo
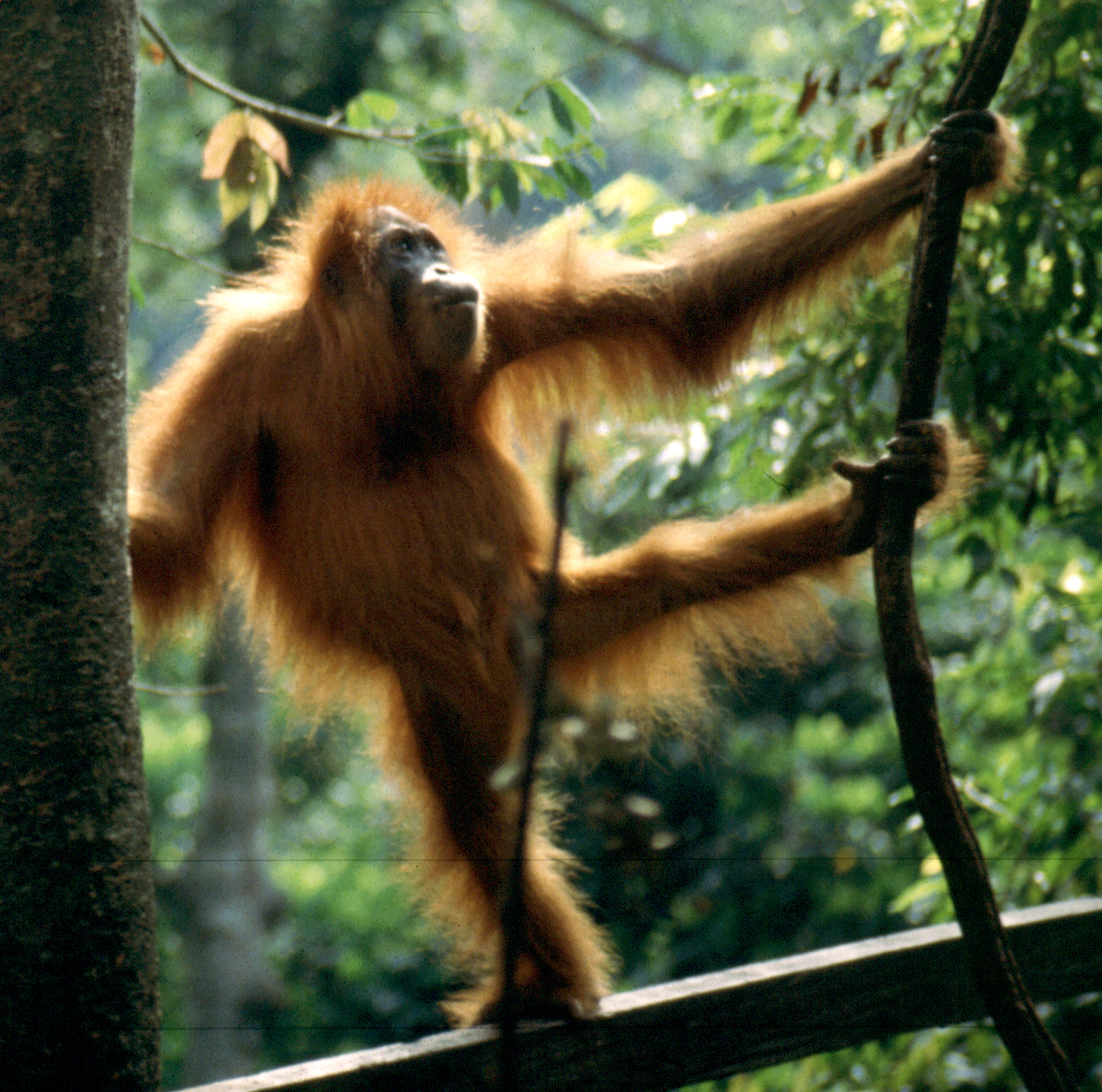
Orang-outang

### Protection des orangs-outans
Un centre de rééducation pour grands singes héberge 491 orangs-outans sur 62,5 ha. Selon un accord signé lors de la conférence sur le changement climatique de Bali, en 2007, le gouvernement indonésien s'est engagé à ce que tous les orangs-outans rééduqués retournent à la vie sauvage en 2015. À cette fin, une forêt de 86 000 ha a été achetée (forêt de Muara Wahau).

## Oiseaux
26 % des 1 531 espèces d'oiseaux sont endémiques.
L’Akalat à sourcils noirs, une espèce d’oiseau disparue depuis 172 ans a finalement été revu en 2020 dans une forêt de la partie indonésienne de l’île de Bornéo.

## Reptiles
L'Indonésie compte de nombreux reptiles, tels que le Crocodile marin (Bornéo par exemple), le Gecko, le Dragon de Komodo (grand varan), des serpents comme le python (malais) ou une vipère verte endémique...

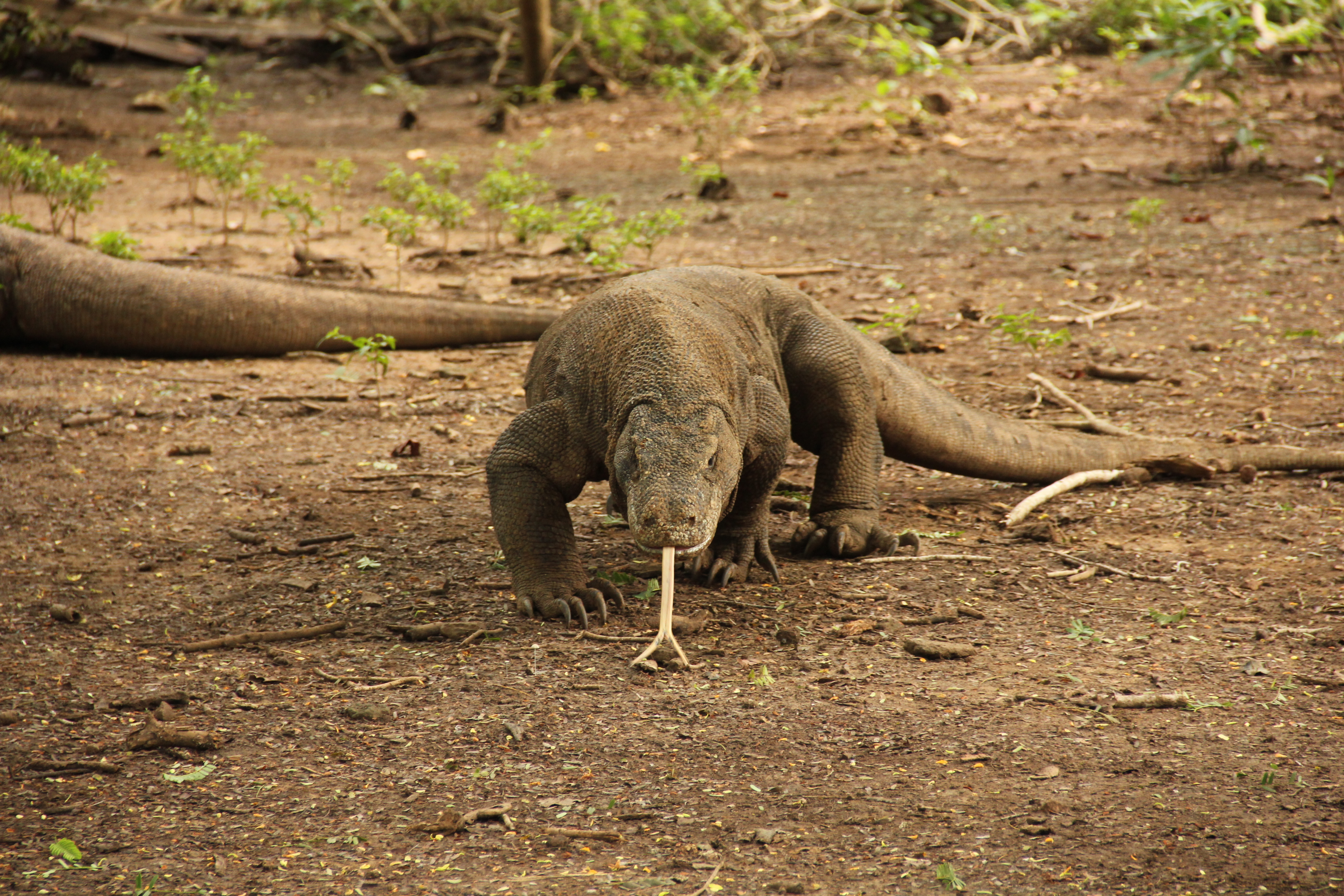
Dragon de Komodo marchant et sentant avec sa langue (Parc national de Komodo)
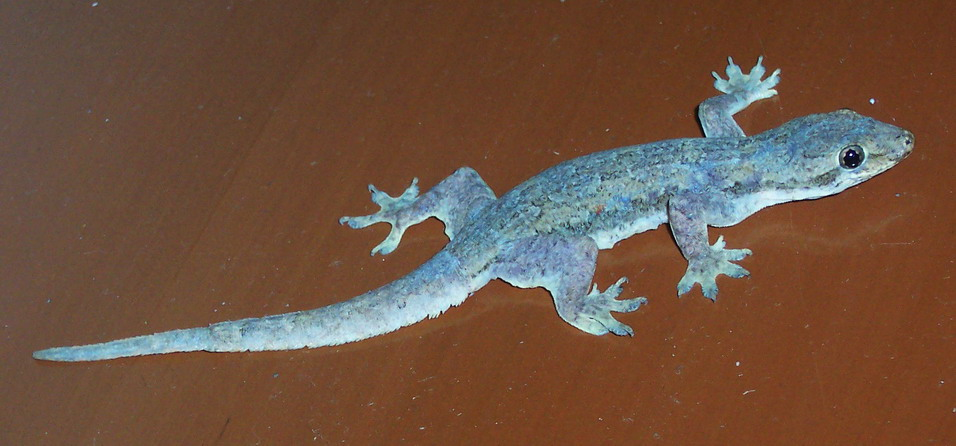
Cosymbotus platyurus, Bogor.
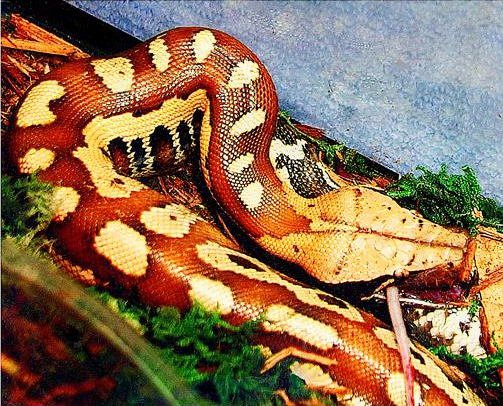
Python malais